# Ayşe Sultan (figlia di Mustafa II)
Ayşe Sultan (turco ottomano: عائشہ سلطان, lett. "vita"; Edirne o Belgrado, 30 aprile 1696 – Costantinopoli, 26 settembre 1752), nota anche come Büyük Ayşe, ovvero Ayşe la maggiore, è stata una principessa ottomana, figlia del sultano ottomano Mustafa II e sorellastra dei sultani Mahmud I e Osman III.

## Origini
Ayşe Sultan nacque a il 30 aprile 1696. Al momento della sua nascita suo padre era in viaggio in Austria e parte del suo harem lo attendeva a Belgrado, mentre il resto era rimasto a Edirne. Perciò Ayşe potrebbe essere nata a Belgrado o a Edirne. Suo padre era il sultano ottomano Mustafa II, mentre il nome di sua madre è sconosciuto.
Nel 1703, suo padre fu deposto e sostituito dal suo fratello minore Ahmed III. Ayşe venne quindi confinata nel Palazzo Vecchio fino al suo matrimonio.
Nel 1715 venne soprannominata Büyük Ayşe, ovvero Ayşe "la maggiore", per distinguerla dalla sua nuova cugina, Ayşe Sultan "la minore" (Küçük Ayşe), figlia di Ahmed III.

## Matrimoni
Ayşe Sultan si sposò tre volte:
- L'8 aprile 1708 con Köprülü Numan Pascià, figlio di Fazıl Mustafa Pascià e governatore di Belgrado. La sua dote era di 200.000 ducati d'oro. Le nozze si tennero insieme a quelle della sua sorellastra Emine Sultan. I due erano fidanzati dal 1703, ma la deposizione del padre di Ayşe aveva imposto di rimandare il matrimonio. I due iniziarono a vivere insieme da marzo 1710, quando consumarono il matrimonio. Venne loro assegnata come residenza il Palazzo Zeyrek. Numan Pascià venne nominato Gran Visir nel 1710 e governatore di Creta qualche mese dopo, dove morì nel 1719, lasciando Ayşe vedova[3][4].
- Il 6 febbraio 1720 Ayşe sposò Silahdar Tezkireci Ibrahim Pascià, che era stato Silahdar (portatore di spada) di Ahmed II. Consumarono il matrimonio il 20 agosto 1720. Ayşe rimase vedova nel 1722[5][6][5].
- Nell'agosto 1725 Ayşe sposò Hotin Muhafızı Koca Mustafa Pascià, e rimase vedova nel 1728[7][8][9][10].

Non sono noti figli nati da questi matrimoni. 
Dopo la morte del suo terzo marito Ayşe decise di non sposarsi più e passo il resto della sua vita nel suo palazzo a Costantinopoli. 

## Morte
Ayşe Sultan morì nel suo palazzo di Costantinopoli il 26 settembre 1752. Venne sepolta nel mausoleo Turhan Sultan nella Yeni Cami. 
Essendo morta senza figli, i suoi beni, fra cui il suo palazzo, vennero assegnati alla cugina Ayşe Sultan "la minore"